# Les Mystères de Pittsburgh (film)
Cet article concerne le film de Rawson Marshall Thurber. Pour le roman de Michael Chabon, voir Les Mystères de Pittsburgh.
Pour plus de détails, voir Fiche technique et Distribution.
Les Mystères de Pittsburgh (The Mysteries of Pittsburgh) est un film américain réalisé par Rawson Marshall Thurber et sorti en 2009.

## Synopsis
Été 1983, à Pittsburgh. Un jeune homme nommé Art s'apprête à vivre ses derniers mois de liberté avant d'être aspiré dans les affaires de son père, un puissant criminel. Pour lui tenir tête, il travaille dans une librairie de livres usagés, où il entretient une liaison avec la gérante, et poursuit des études pour devenir courtier. Lors d'une soirée[style à revoir], il fait la connaissance de Jane, une violoniste, et il en tombe amoureux. Le lendemain un mystérieux motard surgit à la librairie ; il s'agit de Cleveland, l'amant de Jane, un petit truand qui invite Art à partager leurs escapades. Le jeune homme s'attache rapidement à ce couple excentrique. Plus que jamais séduit par Jane, il éprouve aussi une curieuse attirance pour Cleveland, ouvertement bisexuel.

## Fiche technique
- Titre : Les Mystères de Pittsburgh
- Titre original : The Mysteries of Pittsburgh
- Réalisation : Rawson Marshall Thurber
- Scénario : Rawson Marshall Thurber d'après le roman de Michael Chabon
- Producteurs : Rawson Marshall Thurber, Thor Benander, Gary Hamilton, Michael London, Jason Christopher Mercer
- Musique : Theodore Shapiro
- Directeur de la photographie : Michael Barrett
- Montage : Barbara Tulliver
- Sociétés de production : Groundswell Productions
- Société de distribution : SVbiz
- Budget : 20 millions de dollars (estimé)
- Format :
- Image : Couleur et Noir et blanc - 35 mm et 2.35:1
- Son : Dolby Digital - SDDS et DTS
- Pays d'origine :  États-Unis
- Langue originale : anglais
- Genre : comédie dramatique
- Durée : 96 minutes
- Date de sortie :
  - États-Unis : 10 avril 2009
- Date de sortie en DVD : 4 août 2009[Où ?]

## Distribution
- Jon Foster : Art Bechstein
- Nick Nolte : Joe Bechstein
- Sienna Miller : Jane Bellwether
- Peter Sarsgaard : Cleveland Arning
- Mena Suvari : Phlox Lombardi
- Omid Abtahi : Mohammed
- Keith Michael Gregory : Keith

## Autour du film
Le scénario a été librement adapté du roman du même titre (Les Mystères de Pittsburgh) écrit par Michael Chabon et publié en 1988.